# Schloss Rauischholzhausen

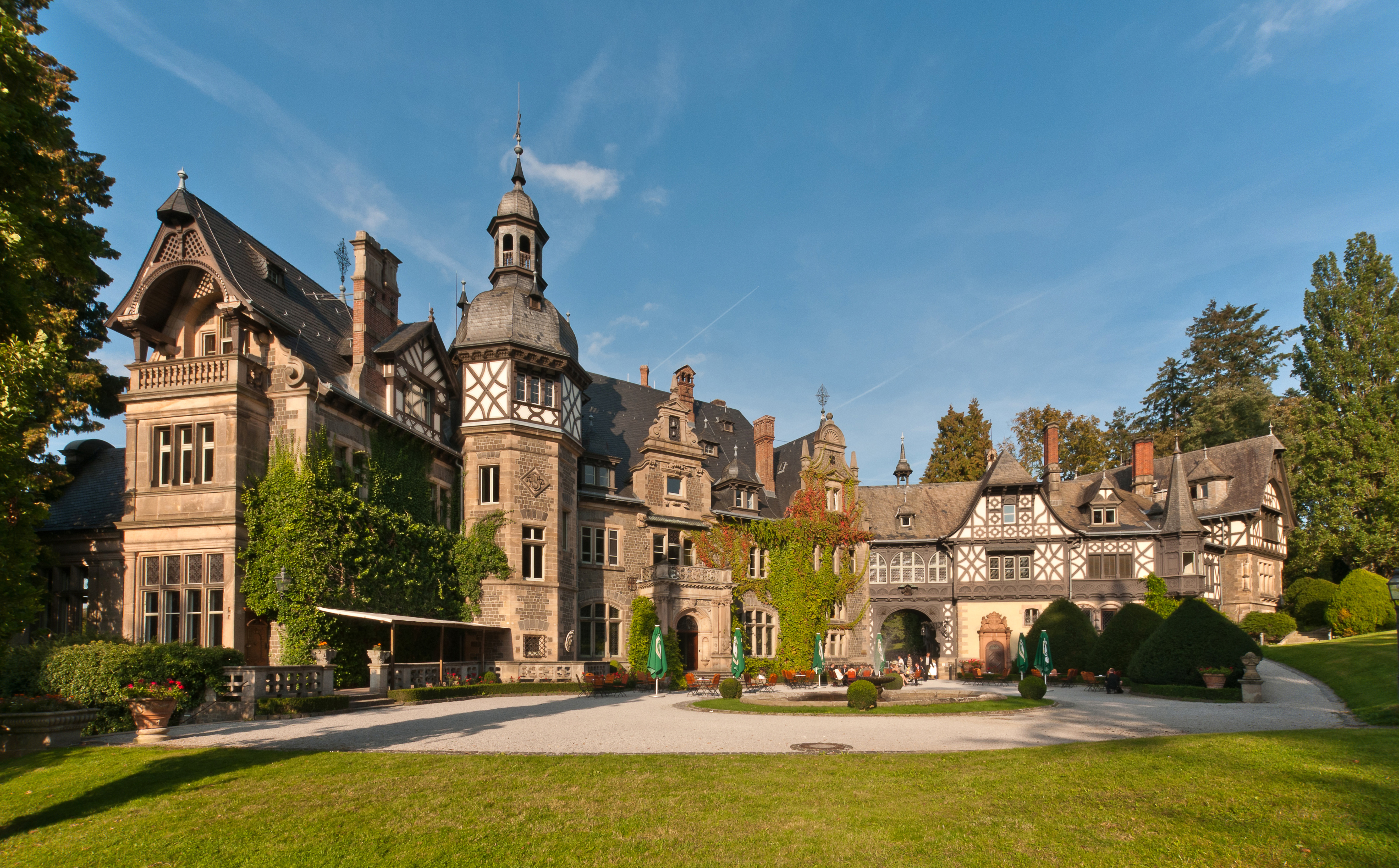
Schloss Rauischholzhausen

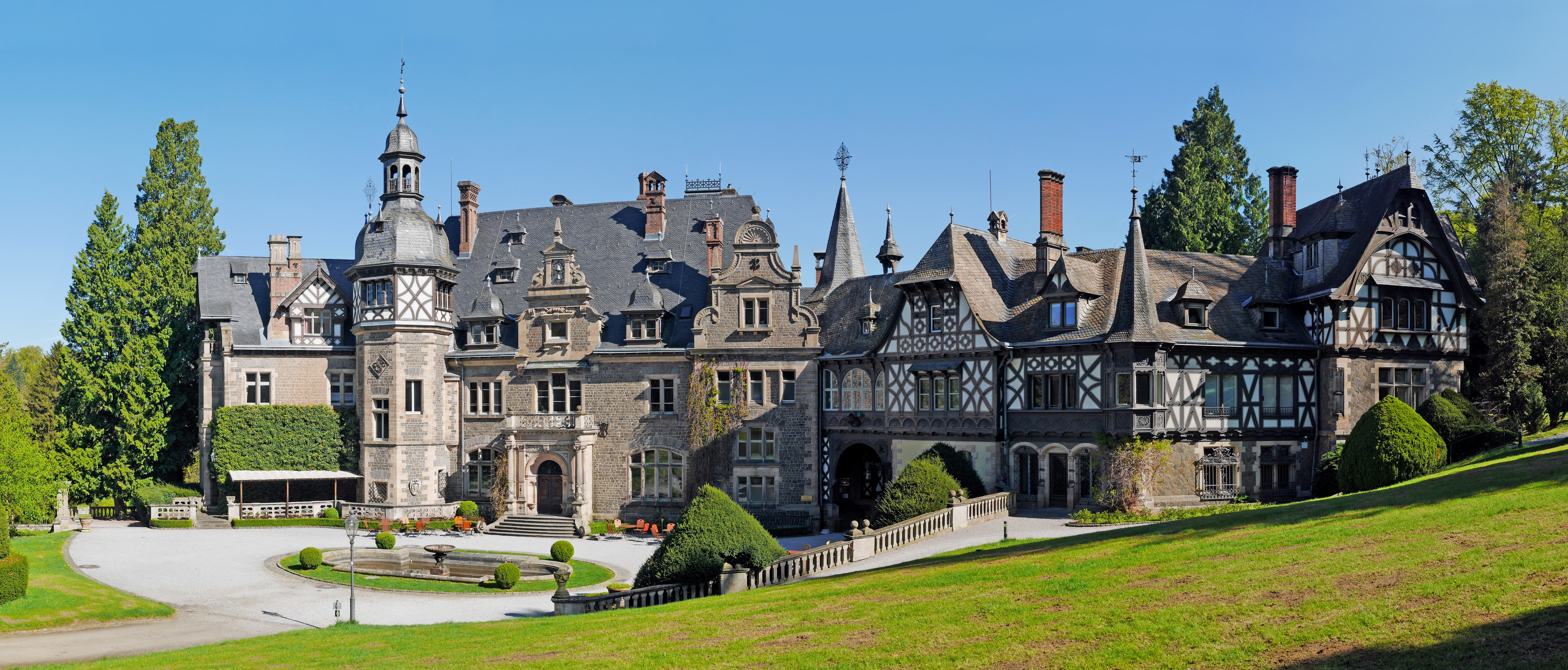
Schloss Rauischholzhausen

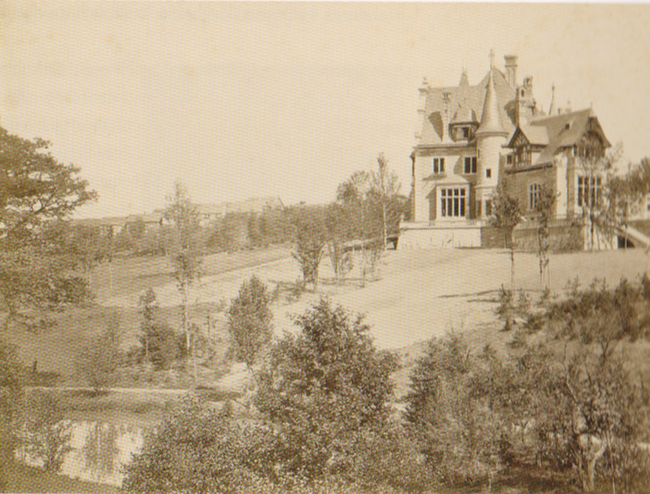
Schloss Rauischholzhausen Mitte der 1870er Jahre

Schloss Rauischholzhausen, ursprünglich Neu Potsdam genannt, ist ein schlossartiger Herrensitz am südwestlichen Ortsrand von Rauischholzhausen, einem Ortsteil der Gemeinde Ebsdorfergrund in Hessen. Das Schloss gehört seit 1945 dem Land Hessen und wird seit 2023 durch den Landesbetrieb Bau und Immobilien Hessen verwaltet. Das Schloss ist vom 32 Hektar großen Schlosspark Rauischholzhausen umgeben, einem Englischen Landschaftsgarten, der zusammen mit dem Bau des Schlosses in den Jahren 1871 bis 1876 angelegt wurde.

## Geschichte
1873 kaufte der später geadelte Industrielle und Legationssekretär Ferdinand Eduard Stumm (1843–1925), Abkömmling der Großindustriellenfamilie Stumm, den Besitz der beiden verbliebenen Herren Rau von Holzhausen in Hessen, 1900 hessische Acker Wiesen- und Waldgebiete. Mit dem Verkauf ging die über 500 Jahre alte Geschichte der Familie Rau von Holzhausen zu Ende. Nach Übernahme des Besitzes setzte auf dem Gut „Rauisch Holzhausen“ eine rege Bautätigkeit ein. Zunächst wurden die alte Wasserburg, der anliegende Wirtschaftshof und die Zehntscheune abgerissen. Auf der dahinterliegenden Anhöhe wurde das ansehnliche neue Herrenhaus, genannt Schloss Rauischholzhausen, und in seiner Nähe ein Wirtschaftshof erbaut.
Ferdinand Eduard Stumm war als Teilhaber der Firma Gebrüder Stumm zu großem Wohlstand gekommen und ließ im Wettbewerb mit seinen Brüdern Carl Ferdinand von Stumm und Hugo Rudolf von Stumm, die gleichfalls prächtige Schlösser erbauen ließen (Schloss Halberg und Schloss Ramholz), die Parkanlage und das Schloss anlegen. Das Schloss erhielt den Namen „Neu Potsdam“. Mit der Planung des Schlosses war der Architekt Carl Schäfer beauftragt. Der Park wurde von Heinrich Siesmayer, dem Schöpfer des Frankfurter Palmengartens, gestaltet.
In den Jahren 1938 und 1941 verkaufte Stumms Sohn Ferdinand Carl von Stumm, der bis 1918 ebenfalls im diplomatischen Dienst gestanden hatte und seit dem Tod seines Vaters im Jahre 1925 Schlossherr war, Gutshof, Schloss und Park.
1945 fielen Schloss und Park an das Land Hessen. Von 1949 bis 2023 war das Schloss Tagungs- und Fortbildungsstätte der Justus-Liebig-Universität Gießen. Außerdem ist dort der Landesbetrieb Landwirtschaft Hessen – Bildungsseminar Rauischholzhausen untergebracht. Seit Oktober 2023 wird das Schloss, sowie der dazugehörige Park, durch den Landesbetrieb Bau und Immobilien Hessen verwaltet, welcher die vorherige Nutzung als Tagungs- und Fortbildungsstätte beibehalten hat.